# Alf Smith (Fußballspieler)
Alf Smith (Lebensdaten unbekannt) war ein schottischer Fußballspieler.

## Karriere
Alf Smith spielte in seiner Fußballkarriere für den FC Dumbarton und Third Lanark. In Dumbarton war er in drei Spielzeiten Stammspieler in der Abwehr und absolvierte insgesamt 46 Ligaspiele. In der ersten Saison 1891/92 gewann er mit Dumbarton die Schottische Meisterschaft. Im Jahr 1894 wechselte Smith innerhalb der Liga zu Third Lanark.

## Erfolge
mit dem FC Dumbarton
- Schottischer Meister (1): 1892